# Xanthorhoe insolida
Xanthorhoe insolida är en fjärilsart som beskrevs av Louis Beethoven Prout 1896. Xanthorhoe insolida ingår i släktet Xanthorhoe och familjen mätare. Inga underarter finns listade i Catalogue of Life.